# Donald Winnicott
Donald Woods Winnicott, né le 7 avril 1896 à Plymouth et mort le 25 janvier 1971 à Londres, est un pédiatre et psychanalyste britannique.
Il se forme comme médecin à Cambridge, puis à Londres après la guerre et se spécialise en pédiatrie au début des années 1920. Il s'intéresse aux aspects psychologiques et psychanalytiques de cette spécialité dès le début de son parcours universitaire. En 1935, il se voit reconnu comme psychanalyste pour enfants et est accepté comme membre de la Société britannique de psychanalyse. Dans les années 1950, il prend ses distances avec les théories kleiniennes, après avoir été considéré comme l’un des défenseurs de Melanie Klein dans la décennie précédente. Il devient un membre actif du Groupe des Indépendants.
Attentif au monde intérieur du nourrisson, il renouvelle avec plusieurs de ses concepts la compréhension du lien mère-enfant et le développement psychique du bébé. Les phénomènes transitionnels offrent ainsi une explication de l'origine des fantasmes tandis que le concept de « mère suffisamment bonne » permet d'appréhender le rôle structurant des soins maternels. Sur le plan psychothérapeutique, Winnicott investit plusieurs techniques dans un souci pragmatique. Il s'appuie ainsi sur le jeu ou sur le dessin dans ses séances. Il manifeste également une grande vigilance envers les aspects pathogènes de l’environnement social, tant dans sa pratique clinique que dans le cadre de la prévention.

## Biographie

### Jeunesse et formation
Donald Winnicott naît en 1896 au 17 Gordon Terrace, à Plymouth, benjamin d'une fratrie qui comprend déjà deux sœurs,. Son père, J. Frederick Winnicott, est un homme d'affaires méthodiste qui dirige une affaire familiale de quincaillerie. Il s'intéresse à la politique et à la vie publique, et est anobli à titre personnel en 1924. Il fait deux mandats comme maire de Plymouth, dont il est nommé citoyen d'honneur (freeman) en 1934, et finance la stèle du monument commémoratif dédié aux Pères pèlerins, partis de cette ville à destination des États-Unis en septembre 1620 sur le Mayflower. Sa mère, Elizabeth Woods, fille d'un pharmacien et anglicane jusqu'à son mariage, probablement dépressive, meurt en 1925.
Donald Winnicott passe ses premières années dans un univers domestique très féminin, comme unique garçon de sa fratrie, jusqu'à 14 ans pour la poursuite de sa scolarité comme pensionnaire, en 1910. Il étudie à la Leys School, première « public school » méthodiste, située à Cambridge, où il participe à la chorale, joue dans l'équipe de rugby et fait du scoutisme. À la suite d'une fracture de la clavicule et de son hospitalisation, il décide de devenir médecin ; renonçant ainsi à prendre la succession de son père à la tête de l'affaire familiale, il s'inscrit en année préparatoire au Jesus College (Cambridge), en 1914 où il obtient une licence de biologie. Il est d'abord dispensé de service actif pendant la Première Guerre mondiale, du fait de son statut d'étudiant en médecine, mais en 1916, il est affecté comme médecin stagiaire en uniforme à Cambridge. Il s'engage ensuite, en avril 1917, dans la marine britannique comme médecin militaire sur le destroyer HMS Lucifer.

En novembre 1917, il reprend ses études à la faculté de médecine du St Bartholomew's Hospital de Londres, où il suit les enseignements de Thomas Jeeves Horder (en). Il obtient son diplôme de médecin en 1920. Il devient membre du Collège royal de chirurgie (MRCS) et licencié du Collège royal de médecine (LRCP) la même année, puis membre du Collège royal de médecine (MRCP) en 1922, et il se spécialise en pédiatrie en 1923-1924. Il devient interne à l'hôpital St. Bartholomew, fonction à laquelle s'ajoutent, en 1923, deux postes, au Queen's Hospital for Children (Bethnal Green) jusqu'en 1934, et au Paddington Green Children's Hospital, où il reste jusqu'à sa retraite en 1963 et peut développer son intérêt « pour les aspects psychologiques de la pédiatrie ». Il décrit ses expériences dans plusieurs articles rassemblés en un ouvrage, Clinical Notes on Disorders of Childhood (1931). 

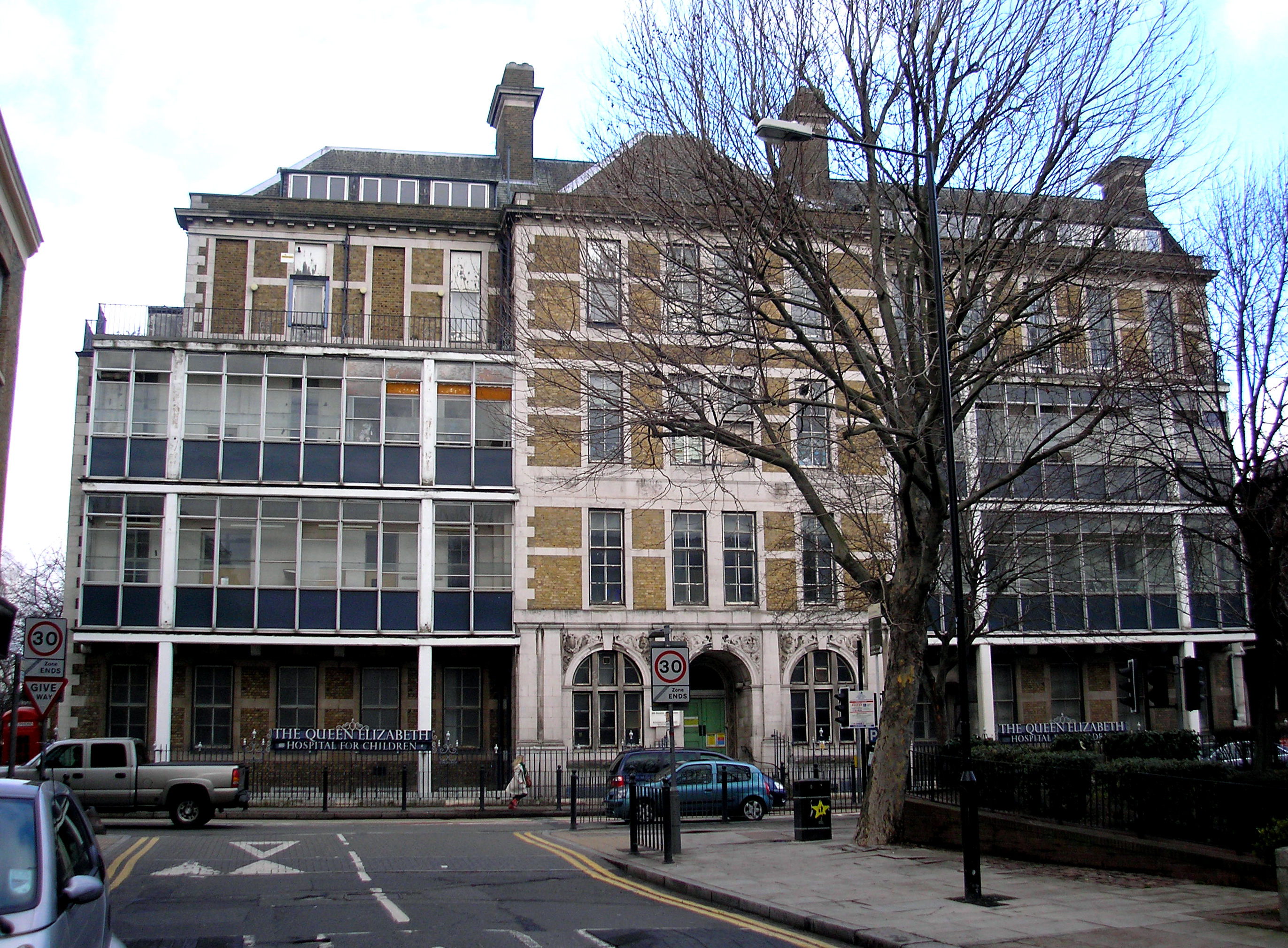
Bethnal Green, Queen Elizabeth Hospital for Children

### Début de carrière
Il fait remonter son intérêt pour la psychanalyse à ses années universitaires. Plusieurs sources rapportent que, s'étant rendu compte qu'il oubliait ses rêves, il lit un ouvrage d'Oskar Pfister, probablement The Psychoanalytic Method, traduit en anglais en 1915, puis, en 1919, L'Interprétation des rêves de Freud. Il témoigne de cet intérêt dès 1919, année où Ernest Jones fonde la Société britannique de psychanalyse, dans une lettre à sa sœur Violet, qu'il conclut en exposant qu'il « n'aborde dans son travail aucun sujet qui autorise la psychothérapie » et qu'il lui reste « à mettre à l'épreuve ce qu'[il] est en train d'apprendre ».
Il fait un premier mariage, le 7 juillet 1923, avec Alice Buxton Taylor, potière d'art, née à Birmingham en 1892, sœur du médecin et ami de Winnicott, Jim Taylor. Alice Taylor, qui a fait ses études à Cambridge, est très perturbée sur le plan neurologique et émotionnel, et leur mariage n'est pas heureux. Ils se séparent en 1949.
En 1923, Donald Winnicott décide d'entreprendre une psychanalyse, et consulte Ernest Jones sur le choix de son psychanalyste. Celui-ci l'oriente vers James Strachey, membre du Bloomsbury Group et éditeur de la Standard Edition, traduction anglaise de l’œuvre psychanalytique de Freud. Winnicott commence une psychanalyse interrompue seulement en 1933. Dès 1924, il exerce la médecine libérale, d'abord à Weymouth Street, puis à Queen Anne Street, puis il s'inscrit en formation à l'Institut de psychanalyse, de 1927 à 1934, en même temps que Susan Isaacs et Nina Searl, et il est supervisé par Ella Freeman Sharpe. Il est qualifié comme psychanalyste pour enfants en 1935, en présentant une contribution consacrée aux défenses maniaques. Il est accepté comme membre de la Société britannique de psychanalyse en 1935, et reprend une analyse avec Joan Riviere, peut-être à la suggestion de Klein, en 1935-1939. En 1939, il publie, avec John Bowlby et Emanuel Miller, une lettre dans le British Medical Journal, dans laquelle ils évoquent l'évacuation des enfants de 2 à 5 ans : ils estiment que cela provoque chez eux des troubles majeurs. Durant la Seconde Guerre mondiale, il est nommé psychiatre consultant pour l'évacuation, dans le comté d'Oxford, pour les foyers où sont accueillis les enfants évacués. Il y travaille les vendredis, et continue à exercer le reste de la semaine à Londres, à l'hôpital de Paddington Green. C'est à Oxford qu'il est amené à collaborer en 1943-1944 avec Clare Britton, assistante sociale diplômée en 1937 de la London School of Economics, née en 1906 à Scarborough, également consultante, avec qui il supervise les soins donnés aux enfants évacués dans le comté d'Oxford, et qu'il épousera en 1951. Ils co-écrivent un article sur leur travail en 1944.

### Relations avec Melanie Klein
En 1925, James Strachey, avec qui Winnicott est en analyse, lui conseille de rencontrer Melanie Klein, qui vient d'arriver à Londres: « Si vous appliquez la théorie psychanalytique aux enfants, m'avait dit Strachey, vous devriez rencontrer Melanie Klein » se souvient-il. Winnicott lit l'ouvrage de Klein, La psychanalyse des enfants en 1932, dans la traduction d'Alix Strachey. Il est en supervision avec elle entre 1935 et 1940. Le texte qu'il présente pour devenir membre de la Société britannique de psychanalyse, en 1936, La défense maniaque, indique sa connaissance des théorisations kleiniennes. Durant les controverses scientifiques qui agitent la société psychanalytique entre 1941 et 1945, Winnicott est considéré comme un partisan de Melanie Klein et ce n'est que progressivement qu'il prend ses distances. Melanie Klein le considère alors comme l'un des cinq formateurs kleiniens de Londres, alors que lui-même estime qu'il n'appartient pas au premier cercle kleinien, malgré ses affinités avec les idées de Melanie Klein et son admiration pour ses apports, écrivant, bien plus tardivement (en 1962) : « Je n'ai jamais été en analyse avec elle ni avec aucun de ses analysants, aussi je n'ai jamais été habilité à faire partie de son groupe de “kleiniens choisis” », malgré sa psychanalyse avec Joan Riviere qui appartenait au groupe kleinien. Il souhaite reprendre une analyse avec Klein, mais celle-ci lui demande plutôt d'analyser son fils, Eric Clyne, psychanalyse à propos de laquelle Klein et lui échangent plusieurs lettres. Il est possible que Winnicott ait obtenu en échange que Klein analyse sa seconde épouse, Clare Winnicott. C'est bien plus tardivement que Winnicott évoque les différends théoriques qui existent entre Klein et lui. Ainsi, à propos de la fonction de l'environnement pour le bébé, il écrit en 1956 à Joan Riviere : « Je trouve qu'elle n'a montré en aucune façon qu'elle avait compris le rôle que la mère joue au tout début ». L'expérience en pédiatrie de Winnicott s'appuie sur son observation de mères et de bébés ; elle le rend très attentif au rôle de l'environnement dans le développement du jeune enfant. Il s'appuie sur cette expérience pour développer sa pensée sur le traitement de troubles du développement ayant leur origine dans cette relation initiale. Son expression « un bébé en lui-même n'existe pas » souligne le différend qui l'oppose à Melanie Klein, qui insiste sur la prise en compte du monde interne du bébé, plutôt que du monde extérieur.
L’une des dernières critiques qu’il oppose à Klein concerne le concept d’Envie qu’elle développe en 1957. Pour Winnicott, l’envie comme mouvement de destructivité du nourrisson à l’égard d’un sein maternel dont il tente de s’emparer les qualités, n’a pas de base constitutionnelle comme l’affirme Klein ; elle ne peut être suscitée qu’en réaction à une défaillance de l’environnement frustrant. De ce point de vue, « l’envie n’a pas de racine profonde dans la nature de l’enfant et n’apparaît qu’en réaction à l’échec de l’adaptation de la mère. »

### Les années d'après-guerre
Il suit « sa propre voie » et rejoint le groupe des Indépendants au sein de la Société britannique de psychanalyse. Il en devient un membre éminent, comme Michael Balint. Il fait une thrombose coronarienne en février 1949, puis un deuxième infarctus vers octobre 1949, et un troisième syndrome coronarien durant l'été 1950. Le premier accident coronarien et la tension qui l'accompagne l'incite à hâter les modifications de sa vie maritale et il se sépare définitivement d'Alice. Du fait de son état de santé, il ne peut présenter son texte Transitional objects and transitional phenomena devant la Société britannique de psychanalyse comme cela était prévu, et la présentation est repoussée au 30 mai 1951. Il épouse Clare Britton le 28 décembre 1951, et réunit son domicile familial et son cabinet professionnel dans le quartier de Belgravia, au 87 Chester Square.

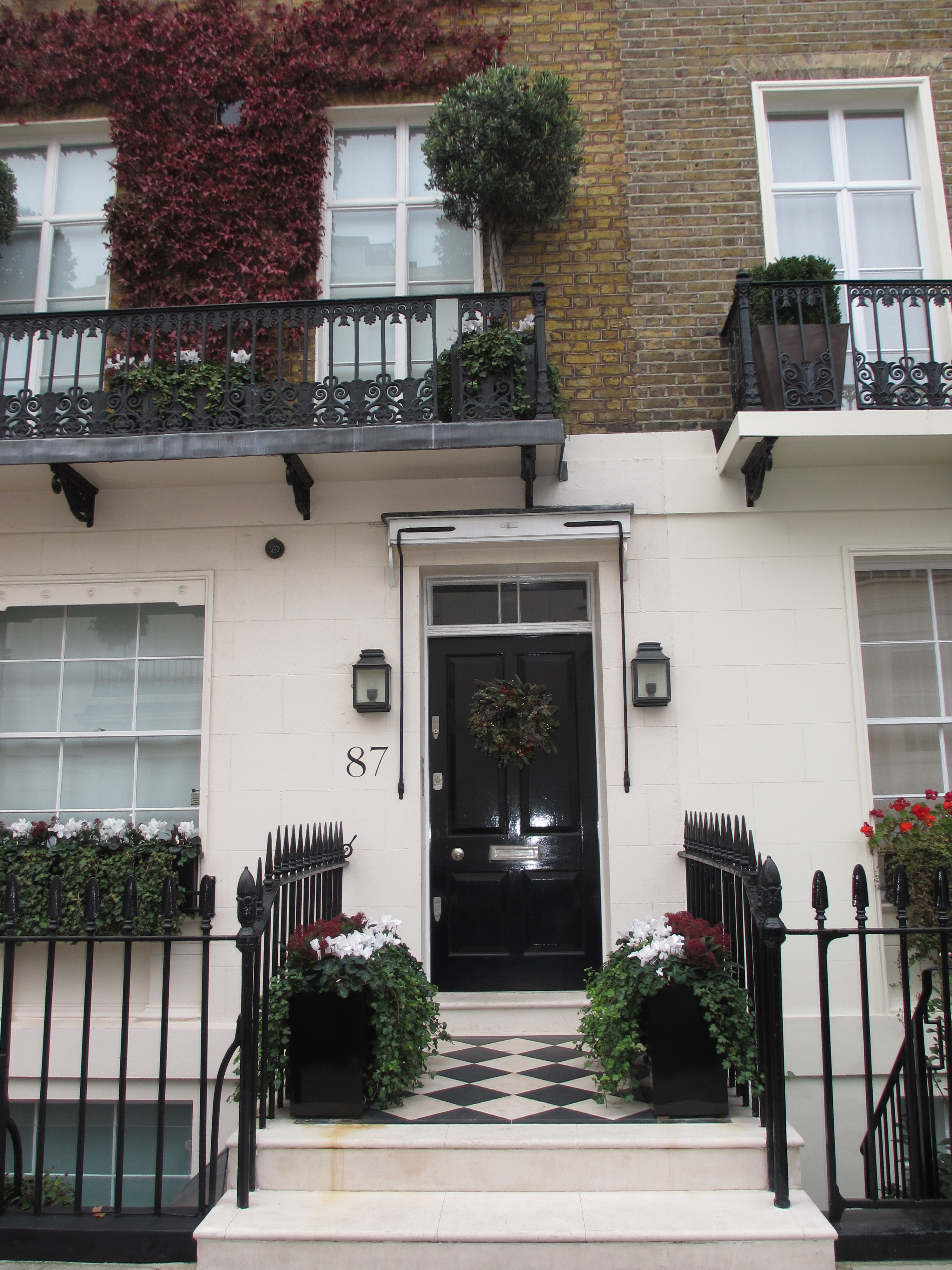
Domicile de Winnicott au 87 Chester Square, Belgravia

Winnicott meurt le 25 janvier 1971, des suites de la dernière d'une série de crises cardiaques, et est incinéré à Londres. Clare Winnicott supervise la publication posthume de plusieurs de ses œuvres.

## Axes de travail
L'œuvre de Winnicott est principalement composée de textes, de comptes rendus de communications à des sociétés de psychanalystes, des transcriptions de chroniques qu'il donna à la BBC, des conférences faites devant des publics variés (éducateurs, infirmiers, etc.). Aucun des livres publiés n'a été composé comme tel, il s'agit de recueils de textes, certains ayant éventuellement été réécrits (comme pour Jeu et Réalité par exemple), avec quelques parties inédites. Le livre, en tant que tel, Winnicott s'y est essayé et l'a laissé inachevé (La nature humaine).
Chacune de ces ponctuations, abordant un point précis de sa pensée, est formulée en fonction du public spécifique auquel Winnicott la destine, ce qui peut permettre de considérer quatre axes :
- Technique : en tant que pédiatre et psychanalyste, Winnicott utilisait différentes techniques dans un souci de pragmatisme[44], par exemple avec la technique des squiggles, mêlant la psychanalyse avec le dessin dans une forme de co-construction psychothérapeutique adaptable à la situation et aux co-élaborations avec ses patients.
- Clinique : il travaille à soigner les effets les plus pathogènes des « failles » de l'environnement des personnes qu'il rencontre en consultation, car sa préoccupation majeure est la santé psychique de la personne. Celle-ci est «...le résultat des soins ininterrompus qui permettent une continuité du développement affectif personnel. »[45]. Le développement affectif va être inlassablement théorisé, dans un va-et-vient d'avec le travail clinique.
- Théorique : il va préciser, affiner, les caractéristiques de ce qu'il appelle « l'environnement », de ce qui le rend convenablement bon ou non ainsi que les conséquences de telle ou telle de ses faillites, c'est-à-dire lorsqu'il n'a pas été convenablement bon, du point de vue de l'enfant. Il va également décrire l'ensemble des processus à l'œuvre dans le développement de l'enfant qui l'amènent progressivement vers l'état d'une personne indépendante ayant le sentiment d'être réelle et «... que la vie vaut la peine d'être vécue. »[46]. Parmi ses importantes contributions à la théorie, on peut souligner le dégagement des phénomènes transitionnels, à l'origine de l'espace potentiel, lieu de la créativité et de l'expérience culturelle, c'est-à-dire en fin de compte, le lieu qui signe l'humanité de l'humain.
- Prophylactique : tout au long de sa carrière, Winnicott n'a cessé de diffuser des idées : à ses collègues, à toutes les personnes travaillant auprès d'enfants, afin de prévenir les faillites pathogènes de l'environnement dont il peut observer les conséquences dans son activité clinique. Il s'agit d'une action lucide et délibérée. D. Winnicott semble avoir toujours été soucieux d'élargir le plus possible le champ d'intervention de la psychothérapie. Il fait à plusieurs reprises allusion à des « cas » soignés par l'intermédiaire des parents parce qu'il n'était pas possible à l'enfant de suivre une thérapie (habitant trop loin, celle-ci étant trop chère...). Comme il le rappelle : « Il ne faut pas oublier qu'il n'y aura jamais assez de psychothérapeutes pour traiter tous ceux qui ont besoin d'être soignés.. » Ainsi, diffuser ses idées participe d'une volonté de réduire le nombre de personnes ayant besoin de psychothérapie, d'apporter sa contribution personnelle à la société.

## Théorisations originales
Donald Winnicott consacre les années d'après-guerre à l'écriture de plusieurs textes, notamment « Primitive emotional Development » (1945), « Hate in the Countertransference » (1947), dans lequel il évoque la haine de l'objet et l'hypothèse que la mère puisse haïr son enfant, « sans le rejeter pour autant », ce qui permettra à l'enfant de « supporter l'étendue de sa propre haine », « Pediatrics and Psychiatry » (1948) présenté à la section médicale de la British Psychological Society. Le texte sur les objets transitionnels, « Transitional Objects and Transitional Phenomena », assure la notoriété des idées de Winnicott. Il ne conceptualise la notion de « self » que dans les années 1960, mais le terme apparaît dans plusieurs articles, « Birth Memories » ou « Mind and its Relation to Psycho-Soma ». Dans son article « Reparation in Respect of Mother's organized Defence against Depression » (1948), il évoque le besoin de réparation de l'enfant dont la mère est dépressive et propose l'hypothèse que la dépression de l'enfant puisse être « le reflet de la dépression de la mère ». Tout en faisant travailler les notions kleiniennes de culpabilité, réparation en lien avec la dépression, c'est aussi la période où il peut affirmer une pensée théorico-clinique autonome à l'égard de Melanie Klein. Ella Freeman Sharpe, psychanalyste kleinienne qui s'est rapprochée du Groupe des Indépendants, introduit auprès de lui Masud Khan, postulant à la Société de psychanalyse, qui devient un proche et participe à l'édition de plusieurs textes de Winnicott.
En juillet 1953, à l'issue du congrès de Londres, l'Association psychanalytique internationale constitue un comité qu'elle charge de vérifier si les pratiques de la Société française de psychanalyse lui permettent de devenir membre de l'association internationale. Ce comité, dont les membres sont Phyllis Greenacre et Kurt R. Eissler pour les États-Unis, et Jeanne Lampl-de Groot, Donald Winnicott et Hedwige Hoffer pour l'Europe, conclut que le « Groupe Lacan » n'est pas en conformité, sur le plan de la formation notamment. En 1954, il développe l'idée, dans son article « Mind and its Relation to Psycho-Soma », que le petit enfant s'adapte à son environnement, transformant un environnement « suffisamment bon » en un environnement adéquat, ce qui rend pour lui la mère parfaite non nécessaire et allège sa dépendance à la mère réelle, tout en soulageant la mère réelle de la nécessité d'être une mère parfaite. En 1963, il travaille à son texte « La Crainte de l'effondrement » (“Fear of Breakdown”), étude publiée à titre posthume, dans laquelle il développe l'idée que l'effondrement psychique redouté par la patiente dont il évoque le cas a déjà eu lieu. En juillet 1950, une de ses patientes se suicide, après avoir évoqué la possibilité de le faire durant des mois, ce qui avait provoqué son hospitalisation à la demande de Winnicott. Cette tragédie, rapportée par Margaret Little, est également mentionnée par Michael Balint dans une lettre adressée à Winnicott. Winnicott a un troisième infarctus en août suivant, vraisemblablement imputable au choc produit sur lui par ce suicide. La présentation de son texte « Transitional Objects », est prévue le 30 mai 1951. Dans ce texte, il expose comment la mère rencontre les besoins de son enfant en mettant à sa disposition un objet, morceau de tissu ou peluche, ou un comportement (un rituel, tel une berceuse). Il développe sa conception du « trouvé-créé » qui amène l'enfant à penser qu'il a « créé » l'objet disposé pour lui par sa mère, alors qu'il l'a « trouvé ». L'enfant selon lui doit rester dans l'illusion qu'il a créé l'objet, et ce sentiment de toute-puissance doit être provisoirement préservé. C'est là que se développerait l'aire de jeu et de créativité où l'enfant se voit offrir la possibilité de faire des expériences fondamentales pour sa maturation psychique. Il propose de donner ce papier pour le livre d'anniversaire de Melanie Klein édité par Hanna Segal, puis se désiste. Il s'en explique dans une longue lettre envoyée à Melanie Klein le 17 novembre 1952, dans laquelle il exprime ses réserves à l'égard du groupe kleinien, son éloignement, tout en réaffirmant sa confiance envers elle en tant que théoricienne de la psychanalyse,.
La publication dans les années 1950 de trois recueils d'articles, The Child and the Family (1957), The Child and the Outside World (1957) et Collected Papers : Through Paediatrics to Psycho-Analysis (1958) ainsi que des conférences sur la BBC participent à la diffusion de ses théories. Il élabore des éléments autour de la régression et théorise des conceptions sur le vrai self et le faux self. Pour lui, la régression se produit dans la cure analytique lorsque le patient cherche à se réapproprier des expériences précoces où son développement s'est interrompu du fait d'un traumatisme. La possibilité d'autoriser une régression dans une perspective thérapeutique avait été conceptualisée dans les travaux de Sándor Ferenczi, auxquels Winnicott ne fait jamais référence explicitement, puis par Michael Balint, contemporain de Winnicott et également membre du Groupe des Indépendants à la Société britannique de psychanalyse.

### Phénomènes transitionnels
Les phénomènes dits «transitionnels» sont au fondement des activités de penser et de fantasmer. Ils correspondent aux expériences du bébé lorsque, dans son développement, il commence à intégrer des objets «autre-que-soi» à ses activités «main-bouche». Le phénomène transitionnel désigne : « l'aire d'expérience qui est intermédiaire entre le pouce et l'ours, entre l'érotisme oral et la relation objectale vraie, entre l'activité créatrice primaire et la projection de ce qui a déjà été introjecté, entre l'ignorance primaire de la dette et la reconnaissance de celle-ci ».
De l'ensemble des phénomènes transitionnels, l'enfant extrait parfois un fragment particulier avec lequel il aura une relation élective, c'est l'objet transitionnel. L'objet en lui-même importe moins que son usage. Il peut s'agir d'un bout de tissu comme d'une petite mélodie, voire de la mère elle-même.

### «The good enough mother»
Le concept de « mère suffisamment bonne » renvoie à l'attitude d'une mère qui autorise son enfant à évoluer depuis l'état de toute-puissance qui s'accompagne de l'illusion que sa mère — ou l'objet maternel — est totalement dépendante de lui, vers un état où il peut investir une certaine autonomie. Selon Winnicott, une mère trop bonne (too good) est une mère qui interfère avec la possibilité de séparation et de développement du self de son enfant, tandis qu'une mère pas assez bonne (not good enough), trop distante, provoque de l'anxiété chez son enfant, susceptible de perturber son développement et l'établissement de relations sécurisantes.

### La fonction du jeu chez l'enfant
Winnicott est un auteur majeur dans réflexion psychanalytique et psychothérapeutique sur le jeu. S'il interroge leur dimension pulsionnelle et fantasmatique dans une perspective kleinienne, il s'intéresse également aux processus psychiques généraux à l’œuvre dans cette activité et le rôle qu'elle joue dans le développement de l'enfant. Se focalisant plus sur le jeu symbolique imaginaire (play) que sur celui avec des règles (game), il considère que le jeu s'origine dans les interactions précoces avec la mère, permettant l’expérimentation d'un vécu d'illusion primaire. Dans cette perspective, le jeu à plusieurs est analysé comme une rencontre et une superposition d'aires transitionnelles.
La source des préoccupations théoriques de Winnicott se trouve déjà chez Freud à propos du jeu et de la créativité, S. Freud écrit en 1908 : « Chaque enfant qui joue se conduit comme un écrivain, dans la mesure où il crée un monde à son idée, ou plutôt arrange ce monde d'une façon qui lui plaît… Il joue sérieusement. Ce qui s'oppose au jeu n'est pas le sérieux, mais la réalité ».

### Vrai et faux self
L'origine du « faux self » se situe à une période où le bébé ne différencie pas encore « moi » et « non-moi ». Il est la plupart du temps non intégré, et lorsqu'il l'est, il ne l'est pas complètement. Il arrive parfois alors, que le bébé esquisse un geste spontané (qui « exprime une pulsion spontanée »). Celui-ci manifeste qu'existe un vrai self potentiel. Selon l'aptitude de la mère à jouer son rôle, elle favorisera l'établissement du vrai self ou, au contraire, du faux self.
Si la mère répond à ce qui se manifeste comme l'expression de l'omnipotence du nourrisson, à chaque occasion, elle lui donne une signification et participe à l'établissement du vrai self. Ainsi, elle permet à son bébé de faire l'expérience de l'illusion, de l'omnipotence. Cette expérience de l'illusion, qui a comme condition la possibilité de l'adaptation active de la mère, est le préalable à l'expérience des phénomènes transitionnels, d'où s'origine la créativité.
Si, au contraire, la mère est incapable de répondre à cette manifestation, la situation, maintes fois répétée, participe au développement d'un faux self.

### La «crainte de l'effondrement»
Certains patients souffrent d'« angoisses permanentes d'effondrement catastrophique (breakdown) ». Dans Fear of breakdown (« Crainte de l'effondrement »), Winnicott va proposer « l'idée que la catastrophe a déjà eu lieu mais à une époque où le développement du moi était trop faible pour l'éprouver, l'expérimenter sans être détruit et donc en garder trace sous forme d'un souvenir »: le psychisme « porte la  trace d'un traumatisme sans lieu pour cette trace ». Dans le travail de la cure, « l'interprétation de ce que la catastrophe redoutée s'est déjà produite donne sens à son actualisation dans le transfert ».

## Postérité
André Green, dans son ouvrage Jouer avec Winnicott, souligne l’intuition du travail du négatif présente dans l’œuvre winnicottienne et la relation qui existe entre les idées de Winnicott et les siennes à cet égard. Il estime que l'intuition  winnicottienne a été « l’une des sources qui [l]’avaient guidé dans cette élaboration », et exprime qu'il lui est « redevable » à cet égard.

## Publications

### Ouvrages
(Classement par date de parution de la traduction française)
- La Haine dans le contre-transfert, Payot, coll. « Petite Bibliothèque Payot », 2014  (ISBN 9782228910552)
- Lectures et portraits, Gallimard, 2012  (ISBN 9782070134359)
- La Relation parent-nourrisson, Payot, coll. « Petite Bibliothèque Payot », 2011  (ISBN 978-2-228-90630-2)
- La Famille suffisamment bonne, Payot, 2010  (ISBN 9782228904926)
- Les Objets transitionnels, Payot, coll. « Petite Bibliothèque Payot », 2010  (ISBN 978-2-228-90542-8)
- La Mère suffisamment bonne, Payot, coll. «Petite Bibliothèque Payot », 2006  (ISBN 2228901164)
- Fragment d'une analyse, Payot, coll. « Petite Bibliothèque Payot », 2006  (ISBN 222888555X)
- L'Enfant et sa famille, Payot, coll. « Petite Bibliothèque Payot », 2006  (ISBN 2228883433)
- Jeu et réalité, l'espace potentiel, Gallimard, 1975 (Playing and Reality, 1971), réédité en folio, 2004  (ISBN 2070419843)
- Agressivité, culpabilité et réparation, Payot, coll. « Petite Bibliothèque Payot », 2004  (ISBN 2228898422)
- Les Enfants et la guerre, Payot, coll. « Petite Bibliothèque Payot », 2004  (ISBN 2228898414)
- Dialogue avec Sammy, avec Joyce McDougall et Serge Lebovici, Payot, 2001  (ISBN 2228894680)
- La Crainte de l'effondrement (The fear of breakdown, 1974: parution posthume), Gallimard, 2000  (ISBN 2070733629)
- Conseils aux parents, Payot, 1995  (ISBN 222888880X)
- Déprivation et délinquance Payot, 1994  (ISBN 222888796X)
- Le Bébé et sa mère, Payot, 1992  (ISBN 2228883522)
- La Nature humaine, Gallimard, 1990  (ISBN 2070720861)
- Lettres vives, Gallimard, 1989,  (ISBN 207071571X)
- De la pédiatrie à la psychanalyse (1969), Payot, 1989  (ISBN 2228881171)
- La Petite « Piggle ». Traitement psychanalytique d'une petite fille, Payot, 1988  (ISBN 2228881201)[76].
- Conversations ordinaires (Home is where we Start from - Essays by a Psychoanalyst, 1986), Gallimard, 1988  (ISBN 2070711749)
- L'Enfant et le monde extérieur, Payot, 1988  (ISBN 222888118X)
- Processus de maturation chez l'enfant (1965), Payot, 1988  (ISBN 222888121X)
- La Consultation thérapeutique et l'enfant, Gallimard-poche, Tel, 1979  (ISBN 2070286266)

### Articles
(Classement par date de parution de la traduction française)
- Le destin de l'objet transitionnel, Journal de la psychanalyse de l'enfant 1/2016, vol. 6, p. 17-24
- Notes sur le jeu, Journal de la psychanalyse de l'enfant 2/2015, vol. 5, p. 37-42
- Le jeu du squiggle, Journal de la psychanalyse de l'enfant 2/2015, vol. 5, p. 29-36
- Jeu dans la situation analytique, Journal de la psychanalyse de l'enfant 2/2015, vol. 5, p. 25-28
- La thérapie comportementale, La lettre de l'enfance et de l'adolescence, no 87 (2012), p. 127-129
- Appétit et troubles émotionnels, Revue française de psychanalyse 1/2010, vol. 74, p. 89-109 [lire en ligne]
- Note complémentaire sur le trouble psychosomatique, Che vuoi ? 2/2006 (no 26) , p. 227-230
- L'appétit et les troubles affectifs, Che vuoi ? 1/2006 (no 25), p. 191-212
- Trois inédits : D.W.W on D.W.W. ou le psychanalyste guéri. Question de technique. Psychogenèse d'un fantasme de fustigation, Fait de l'analyse, no 8, 2000, p. 71–90
- Un cas de psychiatrie infantile illustrant une réaction en après-coup à la perte, « Le Deuil », coll. « Monographie de psychanalyse », Paris, Puf, 1998, p. 51–75.
- Les aspects positifs et négatifs de la maladie psycho-somatique, Devenir, no 1, 1990, p. 92–109
- Souvenirs de la naissance, traumatisme de la naissance et angoisse, Psychothérapies, vol. 8, no 3, 1988, p. 115–128
- À propos du self, Psychanalyse à l'université, vol. 11, no 42, 1986, p. 211–214
- Liberté, Nouvelle Revue de Psychanalyse, no 30, 1984, p. 69–76
- Le concept d'individu sain, L'Arc, no 69, Aix-en-Provence, 1977, p. 13–27
- La crainte de l'effondrement, Nouvelle revue de psychanalyse, 1975, no 11, p. 35–44
- Le rôle de miroir de la mère et de la famille dans le développement de l'enfant,  Nouvelle Revue de Psychanalyse, no 10, 1974, p. 79–88
- Clivage des éléments masculins et féminins chez l'homme et chez la femme, Nouvelle Revue de psychanalyse, no 7, 1973, p. 301–314
- Le corps et le self, Nouvelle revue de psychanalyse, 1971, no 3, p. 37–52
- La localisation de l'expérience culturelle, Nouvelle Revue de Psychanalyse, no 4, 1971, p. 15–24
- La schizophrénie infantile en termes d'échec d'adaptation, Recherches, n° spécial, décembre 1968, p. 27–31
- Réflexions sur la névrose obsessionnelle et Frankie, Revue française de psychanalyse, vol. 31, no 4, 1967, p. 558–559
- La théorie de la relation parent-enfant : remarques complémentaires II, Revue française de psychanalyse, vol. 27, no 4-5, 1963,  p. 487–527
- La première année de la vie : conceptions modernes du développement affectif au cours de la première année de la vie, Revue française de psychanalyse, vol. 26, no 4, 1962
- Discussion sur la contribution de l'observation directe de l'enfant à la psychanalyse, Revue française de psychanalyse, 1958, no 22/2, p. 205–211
- Régression et repli, Revue française de psychanalyse, vol. 19, no 1-2, 1955, p. 323–330
- Addendum à La place de l’expérience culturelle, [lire en ligne]]